# 宇治茶
宇治茶， 是日本的綠茶。茶葉主要产自京都府、奈良縣、滋賀縣、三重縣，然后由京都府内厂商采用该地宇治地区发源的技法進行加工處理，故而得名。該茶與静岡茶、狭山茶等並稱日本三大茶。但由於狹山茶產量較少，又與靜岡茶合稱日本二大茶。

## 簡介
鎌倉時代以來京都地區產生的茶品，通過遮蔽日光來增加茶的鮮味和甜度。在室町時期，由室町幕府推廣茶道，獲得重視，江戶時代成就了代表日本的高級茶葉的地位，是日本三大茶之一。

## 外部連結
- 公益社团法人 京都府茶叶会议所（页面存档备份，存于） （日語）